# Četiri godišnja doba (Arcimboldo)
Četiri godišnja doba je serija od četiri slike manirističkog slikara Giuseppea Arcimbolda. 
Nakon odlaska na dvor u Beču 1562. godine, Giuseppe Arcimboldo postaje dvorski slikar za prijestolonasljednika, budućeg cara Maksimilijana II., za kojega je naslikao dva ciklusa slika, Godišnja doba i Četiri elementa. Ova djela su trebala nizom simbola oblikovati snažan identitet i odati počast velikoj moći Maksimilijana II. i cijelog bečkog dvora.

## Odlike
Odbacivanje „lijepog slikarstva” s početka renesanse i iskazivanje superiornosti modernog vremena nad antičkim, vode Arcimbolda raskidu s klasičnim pravilima, razdvajanju tehnike od estetike, ljepote od morala. Rezultat svega toga su ovi neobični portreti, prepuni iznenađenja. Preuzevši već poznate načine slikanja kao anamorfoze i antinomije, Arcimboldo je svojim portretima dao novu dimenziju bizarne alegorijske draži.

### Proljeće
Proljeće predstavlja mladu djevojku s blagim smiješkom čije su koža, kosa i odjeća samo iluzija, jer se portret zapravo sastoji od latica i stabljika proljetnog cvijeća. Koža lica djevojke sastoji se od cvjetova u rasponu boja od bijele do ružičaste, dok je kosa napravljena od veličanstvenog mnoštva raznobojnih cvjetova. Nos žene je pupoljak ljiljana, uho je tulipan, a oko je od crne bunike i cvijeta velebilja; cvijeće vrlo očite simboličke vrijednosti, ali ikonografije koja nije talijanska. Bijelo cvijeće tratinčica oblikuje ovratnik, koji odvaja lice od haljine, a tijelo je pokriveno ogromnom šumom lišća različitih oblika.

### Ljeto
Ljeto se sastoji od potpuno različitih vrsta ljetnog voća i povrća: trešnje krase rub kose, i čine gornju usnu; obraz je oblikovan od breskvi, nos je krastavac, vidljivo je uho klip kukuruza, a haljina je u cijelosti izrađena od pšenice dok iz grudi vriri artičoka. Žarke boje portreta se ističu crnom pozadininom. Ovo je jedina od četiri slike koja je potpisana, iako je autorstvo za ostale tri neupitno. Naime, na krutom ovratniku Ljeta su blago utkane riječi autentikacije: Giuseppe Arcimboldo- F. Slovo F označava fecit  (lat. za „izradio”), a na rukavu je ugravirana godina 1573.

### Jesen
Jesen predstavlja slomljena stara bačva, sastavljena uz pomoć pletenih vrbovih grančica u prilično improviziranom aranžmanu, iz kojeg izlazi glava. Glava je sastavljena od jesenskih plodova. Loptasti nos je sočna kruška, ozareni obraz je zrela jabuka, brada je šipak, dok je uho velika gljiva, vjerojatno rusula. Glavu okružuje crveno i bijelo grožđe, crvenkasti listovi loze i ogromna bundeva, što podsjeća na Arcimboldove ranije prikaze Bakha. Naušnicu predstavlja prezrela i raspuknuta smokva, a dlake na licu su od žita. Kosa se sastoji isključivo od grožđa i vinove loze, na čijem vrhu se nalazi bundeva, pandan ljiljanu s Proljeća. Veličanstvenost voća je naznaka plodnosti jeseni, a jezik koji izlazi kroz bodljikave usne kestena se čini da je radosno naslućivanje jesenjih kulinarskih slastica.

### Zima
Zima je prikazana kao stari panj koji je gotovo uvenuo, s raspuknutom korom, djelomično odvojenom od stabla. Možemo lako razabrati patetičnog starog čovjeka, čiji nos se ljušti, a otečena, krezuba usta (gljiva) nakrivljeno stoje na bradi punoj bradavica. Lice je prekriveno oštrom bodljikavom bradom i prepuno je ožiljaka i krasta. Oko figure izgleda kao da je skriveno u dubokoj pukotini kore, a ono što percipiramo kao uho, samo je ostatak odlomljene grane. Debeli slamnati otirač služi kao ogrtač, te štiti starca od hladnoće, a na njemu je utkan grb koji jasno upućuje na Habsburšku monarhiju. Zima je prva sezona u godini u carskom rimskom kalendaru i stoga je od sva četiri doba bila u izravnoj svezi s Carstvom. Zeleni bršljan koji raste na stražnjoj strani glave starca, kao i zapetljane grančice koje nalikuju na krunu, pojačavjua osjećaj nade da zima neće trajati vječno. To je pojačano prizorom slomljene grane s koje vise limun i naranča, koji svojim svijetlim bojama uvode tračak sunčeve svjetlosti i topline u neveselu atmosferu.